# Àcid propanoic
|  | No s'ha de confondre amb àcid propenoic (àcid acrílic). |

L'àcid propanoic o àcid propiònic és un àcid carboxílic natural amb la fórmula química CH₃CH₂COOH. És un líquid incolor amb olor acre. L'anió CH₃CH₂COO-, així com els èsters i sals de l'àcid propiònic s'anomenen propanoats o propionats.

## Propietats
L'àcid propiònic té unes quantes propietats físiques que es troben entre les dels àcids carboxílics més petits, àcids fòrmic i acètic, i els àcids grassos més llargs. És miscible en aigua, però es pot separar afegint sal a la mescla. Igual que els àcids fòrmic i acètic consisteix en parells de molècules unides per ponts d'hidrogen tant en forma líquida com en gas.

## Obtenció
Industrialment s'obté àcid propiònic per hidrocarboxilació d'etilè utilitzant tetracarbonil de níquel com a catalitzador:
H₂C=CH₂ + H₂O + CO → CH₃CH₂CO₂H
També pot ser obtingut per oxidació aeròbia de propionaldehid. En presència d'ions de cobalt o manganes, aquesta reacció es dona ràpidament a temperatures de 40-50 °C.
CH₃CH₂CHO + ½ O₂ → CH₃CH₂COOH.

## Usos
L'àcid propanoic inhibeix el creixement de la floridura i d'alguns bacteris, per la qual cosa és utilitzat com a conservant.
Els èsters d'àcid propanoic fan olor de fruita, per la qual cosa s'utilitzen com a saboritzants artificials.